# HDOS
HDOS (сокр. от англ. Heath Disk Operating System) — одна из первых операционных систем для микрокомпьютеров, изначально предназначавшаяся для компьютера Heath H-8, но позже она также работала на компьютерах Heath H89 и Zenith Z89. Автором является Гордон Летвин, который был одним из первых работников Microsoft и являлся ведущим архитектором ОС OS/2.
HDOS изначально поставлялась с очень ограниченным набором системного ПО и системных утилит, в том числе ассемблер, но со временем для неё также стало доступным коммерческое и свободно распространяемое ПО.
Версия HDOS 2.0 примечательна тем, что являлась одной из первых ОС для микрокомпьютеров, использовавших загружаемые драйверы устройств для достижения независимости от аппаратного обеспечения и расширяемости.

## Версии
- HDOS 1.0 — написана в 1978 году Гордоном Летвином
- HDOS 2.0 — выпущена в 1980-м, передана в общественное достояние в апреле 1988 года
- HDOS 3.0 — передана в общественное достояние в августе 1986 года
- HDOS 3.02 — улучшенная версия от Ричарда Масгрейва[1]